# Yuji Okuma
Yuji Okuma (Saitama, 19 januari 1969) is een voormalig Japans voetballer.

## Carrière
Yuji Okuma speelde tussen 1991 en 1998 voor Kashiwa Reysol, Kyoto Purple Sanga en Avispa Fukuoka.